# Система самонаведения
Система самонаведения — совокупность устройств, предназначенных для автономного вывода метательного снаряда на цель и минимизации отклонения от неё без участия экипажа или внешних средств управления, в отличие от командного наведения.
Головка самонаведения (ГСН) — элемент системы самонаведения, аппаратура которого размещена в носовой части ракеты или снаряда. ГСН используется в случае если приёмник использует механическую (акустическую) или лучистую энергию (электромагнитные волны различной длины) излучённую или отражённую целью. Такое размещение создаёт некоторые конструктивные сложности, так как полезный груз (боевую головку) приходится размещать за аппаратурой наведения.

## Строение
Основными функциональными блоками системы самонаведения считаются:
1. датчик некоторой физической величины, напрямую или косвенно связанной с положением цели
2. автопилот — система обработки полученных данных от датчика (приёмника) и выработки управляющего сигнала на рули.

Активные системы самонаведения помимо приёмника обладают так же передатчиком (излучателем) — устройством, излучающий зондирующие сигналы и облучающим ими цель. Датчик в этом случае настроен для приёма отражённых от цели эхо-сигналов. Пассивные системы используют энергию, непосредственно излучаемую целью, полуактивные — отраженную от цели энергию вспомогательной РЛС подсветки.
Более сложные (совершенные) устройства могут так же включать в себя модули хранения информации, аналоговые или цифровые вычислительные машины и другие элементы, повышающие помехозащищённость, точность и основные тактико-технические характеристики снаряда.
Для повышения стабильности и точности работы ГСН, координатор устанавливают на гиростабилизированной платформе (гирокоординатор).
а также световые отражатели

## Классификация
Система самонаведения изначально может не иметь информации о положении цели — в этом случае говорят о системе самонаведения с поиском цели, а также иметь такую информацию — в этом случае говорят о системе с сопровождением цели.
Системы самонаведения принято классифицировать по типу используемых физических величин для определения положения целей.
Можно выделить следующие типы систем самонаведения:
- инерциальная
- астронавигационная
- спутниковая навигация
- радиолокационная
  - активная радиолокационная ГСН
  - полуактивная радиолокационная ГСН
  - пассивная радиолокационная ГСН
  - радиолокационная коррекция по пеленгу на радиомаяки
  - радиолокационная коррекция по рельефу местности
- инфракрасная (тепловая) ГСН
  - I поколения
  - II поколения
  - III поколения
  - IV поколения
- ультрафиолетовая ГСН
- оптическая (телевизионная) ГСН
- лазерная ГСН
- акустическая ГСН (применяется в торпедах)
- магнитная
- электростатическая

## Самонаводящиеся бомбы
Первая самонаводящаяся (противокорабельная) планирующая бомба — американская ASM-N-2 Bat (1944) и её предшественник SWOD Mk-7 Pelican (1943). 

Также VB-серия (1945). 

## Самонаводящиеся торпеды
Во время Второй мировой войны в разработке в США находился новый тип противолодочного оружия — самонаводящиеся ракето-торпеды под кодовым названием «Grebe».